# Barung Barung Balantai
Barung Barung Balantai is een bestuurslaag in het regentschap Zuid-Pesisir van de provincie West-Sumatra, Indonesië. Barung Barung Balantai telt 3739 inwoners (volkstelling 2010).